# Fryderyk V (palatyn reński)
Fryderyk V (niem. Friedrich V., cz. Bedřich [Friedrich] V.), zw. Zimowym Królem (niem. Winterkönig, cz. Zimní Král), w pol. lit. Zimowym , a. Reńskim (cz. Falcký) (ur. 26 sierpnia 1596 w Deinschwang, zm. 29 listopada 1632 w Moguncji) – hrabia-palatyn reński i elektor Rzeszy w 1610–1623, król Czech w 1619–1620 jako Fryderyk (cz. Bedřich), z reńskiej linii dynastii Wittelsbachów.

## Życiorys
Był trzecim dzieckiem i najstarszym z synów Fryderyka IV Sprawiedliwego (1574–1610), hrabiego-palatyna reńskiego, oraz Ludwiki Julianny Orańskiej (1576–1644), córki Wilhelma I Milczącego (1533–1584), księcia Oranii i namiestnika Niderlandów. Miał siedmioro rodzeństwa, siostry Ludwikę Juliannę (1594–1626), Katarzynę Zofię (1595–1626), Elżbietę Karolinę (1597–1660), Annę Eleonorę (1599–1600), oraz braci Ludwika Wilhelma (1600), Maurycego Krystiana (1601–1605) i Ludwika Filipa (1602–1655). Fryderyk narodził się w zamku myśliwskim w Deinschwang niedaleko miasta Neumarkt in der Oberpfalz. Z powodu epidemii dżumy, która objęła Heidelberg, pierwsze dwa lata Fryderyk spędził w Górnym Palatynacie, po czym powrócił na stołeczny dwór. Został ochrzczony w obrządku kalwińskim 6 października 1596 w Ambergu . W 1604 na polecenie matki został paziem dworu w Sedanie u swojego wuja Henryka de La Toura d'Auvergne'a (1555–1623), księcia Bouillon. W tym czasie był częstym gościem dworu króla Francji Henryka IV Wielkiego. W Sedanie odebrał też staranne wykształcenie prowadzone przez tutora, kalwińskiego teologa Daniela Tilenusa (1563–1633).
Wraz ze śmiercią ojca 19 września 1610, objął rządy w Palatynacie Reńskim. Z mocy testamentu hrabiego-palatyna kuratorem 14-letniego Fryderyka został Jan II Młodszy (1584–1635), hrabia-palatyn Dwóch Mostów. Spotkało się to z oporem najstarszego z Wittelsbachów, Wolfganga Wilhelma (1578–1653), hrabiego-palatyna neuburskiego. Zgłosił on swoje prawa opieki nad małoletnim Fryderykiem, przysługujące mu zgodnie z postanowieniami Złotej Bulli Karola IV z 1356. Fryderyk V przyjął swojego kuratora w Heidelbergu, odmawiając Wolfgangowi Wilhelmowi wjazdu do Palatynatu. Doprowadziło to do sporu pomiędzy Wittelsbachami, którzy poprosili cesarza Macieja o interwencję. Ten w 1613 uznał 17-letniego Fryderyka za pełnoletniego, jednak zarówno Wolfgang Wilhelm, jak i Jan II zgłaszali swoje pretensje do opieki nad młodocianym palatynem aż do osiągnięcia przez niego 18 roku życia (1614).
Jeszcze w okresie małoletności kontynuował politykę dynastyczną ojca, mającą na celu wzmocnienie kalwińskich książąt Rzeszy i zdominowanie ich przez Wittelsbachów. Starszą z sióstr Ludwikę Juliannę (1594–1626) wydał w 1612 za swojego prawnego opiekuna, Jana II Młodszego, umacniając jego pozycję na dworze palatynackim. W 1616 młodszą siostrę Elżbietę Karolinę (1597–1660) wydał za mąż za Jerzego Wilhelma Hohenzollerna (1595–1640), następcę tronu Brandenburgii. Zgodnie z wolą ojca, planował wydać siostrę Katarzynę Zofię (1595–1626) za Gustawa II Adolfa, co nie doszło do skutku z racji na sprzeciw Hohenzollernów, również starających się wejść w sojusz ze Szwecją.
Chcąc potwierdzić swoją pełnoletność, planował szybko zawrzeć związek małżeński. Już wiosną 1612 rozpoczął negocjacje z Jakubem I (1566–1625), królem Anglii, w sprawie ożenku z jego najstarszą córką Elżbietą (1596–1662). Poselstwo reńskie pod przewodnictwem ochmistrza Hansa Meinharda von Schönberga (1582–1616) trafiło na podatny grunt, gdyż król angielski odstąpił od wcześniejszych planów mariażu z królem Francji Ludwikiem XIII. Obawa o zachwianie równowagi religijnej w Europie została odsunięta, a palatynackie ambicje wzmocnienia pozycji domu reńskiego wśród protestanckich władców ostatecznie potwierdzone umową przedmałżeńską zawartą 26 maja 1612 z Anną duńską (1574–1519), królową Anglii. Fryderyk V udał się do swojej narzeczonej, którą spotkał po raz pierwszy w Londynie 16 października tego samego roku. W styczniu następnego roku para zawarła oficjalne zaręczyny. Jako narzeczony księżniczki królewskiej Fryderyk został odznaczony Orderem Podwiązki, po czym 14 lutego 1613 w pałacu Whitehall para zawarła związek małżeński. W 1612–1615 doprowadził do przebudowy rodowej siedziby, zamku w Heidelbergu, co było jednym z warunków umowy małżeńskiej.
W 1613 przystąpił do Unii Protestanckiej. Jednak wzmożona praca dyplomatyczna doprowadziła do pogorszenia się zdrowia Fryderyka V, stawał się melancholijny i nastrojowo zmienny, co biografowie określają jako zapadnięcie na depresję. W związku z tym większość obowiązków związanych z polityką zagraniczną przekazał kanclerzowi Krystianowi I (1568–1630), księciu Anhaltu-Bernburga.

## Rodzina
14 lutego 1613 w Londynie ożenił się z Elżbietą Stuart (1596–1662), córką Jakuba I (1566–1625), króla Anglii, Szkocji i Irlandii, oraz Anny Oldenburskiej (1574–1519), królewny Danii i Norwegii. Małżeństwo doczekało się trzynaściorga dzieci:
- Henryk Fryderyk (1614–1629)
- Karol Ludwik (1617–1680), elektor-palatyn reński, ⚭ 1. Karolina Heska (1627–1686), córka Wilhelma V Stałego (1602–1637), landgrafa Hesji-Kassel, i Amelii Elżbiety Hanau-Münzenberg (1602–1651), 2. Maria Ludwika von Degenfeld (1634–1677), córka barona Christopha Martina (1599–1653) i Marii Anny von Adelmannsfelden (1610–1651), 3. Elżbieta Hollander von Bernau
- Elżbieta (1618–1680), ksieni w Herford
- Rupert (1619–1682) ⚭ Frances Bard (1646–1708), córka Henry'ego (1616–1656) i Anne Gardiner (1630–1668)
- Maurycy (1620–1652)
- Ludwika Hollandyna (1622–1709), ksieni w Maubuisson
- Ludwik (1624–1625)
- Edward (1625–1663)
- Henryka Maria (1626–1651) ⚭ Zygmunt Rakoczy (1622–1652), syn Jerzego I (1593–1648), księcia Siedmiogrodu, i Zuzanny Lorántffy (1602–1660)
- Jan Filip Fryderyk (1627–1650)
- Karolina (1628–1631)
- Zofia Dorota (1630–1714) ⚭ Ernest August (1629–1698), elektor Hanoweru, syn Jerzego (1582–1641), księcia Brunszwiku-Lüneburga, i Anny Eleonory Heskiej (1601–1659)
- Gustaw Adolf (1632–1641)

## Przodkowie
| Prapradziadkowie                                         | elektor reński Jan II (1492–1557) ∞1508 Beatrycze badeńska (1492–1535)                         | Kazimierz Hohenzollern, margrabia Bayeruth (1481–1515) ∞1518 Zuzanna Wittelsbach (1502–1543)   | landgraf Hesji Wilhelm II Średni (1469–1509) ∞1500 Anna meklemburska (1485–1525)               | margrabia Miśni Jerzy Brodaty (1471–1539) ∞1496 Barbara Jagiellonka (1478–1534)                | hr. Nassau Jan V (1455–1516) ∞1482 Elżbieta heska (1466–1523)                                  | hr. Stolbergu Bodo III Błogi (1467−1538) ∞1500 Anna von Epstein (1481–1538)                    | Ludwik, ks. La Roche (1473–1531) ∞1504 Ludwika, ks. Montpensier (1482–1561)                    | Jean de Longwy (1480–1520) ∞1509 Joanna d'Angoulême (1494–1538)                                |
| Pradziadkowie                                            | elektor reński Fryderyk III (1515–1576) ∞1537 Maria Hohenzollernówna (1519–1567)               | elektor reński Fryderyk III (1515–1576) ∞1537 Maria Hohenzollernówna (1519–1567)               | landgraf Hesji Filip Wielkoduszny (1504–1567) ∞1748 Krystyna saska (1505–1549)                 | landgraf Hesji Filip Wielkoduszny (1504–1567) ∞1748 Krystyna saska (1505–1549)                 | hr. Nassau Wilhelm Bogaty (1487–1559) ∞ 1531 Julianna van Stolberg (1506–1580)                 | hr. Nassau Wilhelm Bogaty (1487–1559) ∞ 1531 Julianna van Stolberg (1506–1580)                 | Ludwik, ks. Montpensier (1513–1582) ∞ 1538 Jakobina de Longwy (1520–1561)                      | Ludwik, ks. Montpensier (1513–1582) ∞ 1538 Jakobina de Longwy (1520–1561)                      |
| Dziadkowie                                               | elektor reński Ludwik VI (1539–1583) ∞1560 Elżbieta heska (1539–1582)                          | elektor reński Ludwik VI (1539–1583) ∞1560 Elżbieta heska (1539–1582)                          | elektor reński Ludwik VI (1539–1583) ∞1560 Elżbieta heska (1539–1582)                          | elektor reński Ludwik VI (1539–1583) ∞1560 Elżbieta heska (1539–1582)                          | Stadhouder Niderlandów Wilhelm I Milczący (1533–1584) ∞1575 Karolina Burbon (1546–1582)        | Stadhouder Niderlandów Wilhelm I Milczący (1533–1584) ∞1575 Karolina Burbon (1546–1582)        | Stadhouder Niderlandów Wilhelm I Milczący (1533–1584) ∞1575 Karolina Burbon (1546–1582)        | Stadhouder Niderlandów Wilhelm I Milczący (1533–1584) ∞1575 Karolina Burbon (1546–1582)        |
| Rodzice                                                  | elektor reński Fryderyk IV Sprawiedliwy (1574–1610) ∞1593 Ludwika Julianna orańska (1576–1644) | elektor reński Fryderyk IV Sprawiedliwy (1574–1610) ∞1593 Ludwika Julianna orańska (1576–1644) | elektor reński Fryderyk IV Sprawiedliwy (1574–1610) ∞1593 Ludwika Julianna orańska (1576–1644) | elektor reński Fryderyk IV Sprawiedliwy (1574–1610) ∞1593 Ludwika Julianna orańska (1576–1644) | elektor reński Fryderyk IV Sprawiedliwy (1574–1610) ∞1593 Ludwika Julianna orańska (1576–1644) | elektor reński Fryderyk IV Sprawiedliwy (1574–1610) ∞1593 Ludwika Julianna orańska (1576–1644) | elektor reński Fryderyk IV Sprawiedliwy (1574–1610) ∞1593 Ludwika Julianna orańska (1576–1644) | elektor reński Fryderyk IV Sprawiedliwy (1574–1610) ∞1593 Ludwika Julianna orańska (1576–1644) |
| Fryderyk V Zimowy (1596–1632), kr. Czech, elektor reński |                                                                                                |                                                                                                |                                                                                                |                                                                                                |                                                                                                |                                                                                                |                                                                                                |                                                                                                |